# F1 2020 (jeu vidéo)
F1 2020 est le jeu vidéo officiel des Championnats de Formule 1 et de Formule 2 2020 développé et édité par Codemasters. Il s'agit du treizième titre de la série Formula One développé par le studio, sorti le 10 juillet 2020 pour Microsoft Windows, PlayStation 4, Xbox One et Stadia. Le jeu, le douzième volet de la franchise, présente les vingt-deux circuits, vingt pilotes et dix équipes présents au championnat du monde de Formule 1 2020.
F1 2020 met en vedette le championnat initialement prévu avant la pandémie de COVID-19 qui a provoqué reports et annulations,,,,.

## Caractéristiques
Le circuit urbain de Hanoï et le circuit de Zandvoort sont inclus dans le jeu malgré le report des Grands Prix des Pays-Bas et du  Viêt Nam. F1 2020 introduit une fonction de gestion d'équipe connue sous le nom de Mon équipe (My Team) qui permet au joueur de créer et de diriger une onzième équipe.
Codemasters avait précédemment utilisé ce mode dans Dirt 4, une partie de la franchise Dirt Rally. Le jeu poursuit également la tendance de la série d'inclure des voitures de Formule 1 historiques en tant que contenu téléchargeable, et met en vedette quatre voitures conduites par Michael Schumacher (Jordan 191, Benetton B194, Benetton B195 et Ferrari F1-2000).